# Iúlia Sedova
Iúlia Sedova   (Sant Petersburg, 21 de març de 1880 (Julià) - Canes, 23 de novembre de 1969)va ser una ballarina russa del Teatre Mariïnski, coreògrafa i professora de dansa.
Es va graduar a l'escola de ballet de Sant Petersburg el 1898 amb el mestre Emilio Cecchetti. Després de la graduació, va ser reclutada per la companyia de ballet del Teatre Mariïnski, dirigida per Mathilde Kschessinska, però malgrat les crítiques inicials molt favorables, la seva carrera continua al principi d'una manera insatisfactòria: davant la seva excel·lent preparació tècnica, la seva expressivitat es jutjava pobra i insuficient.
El seu primer paper principal fou al ballet "La Halte de Cavalerie" de Marius Petipa, on interpreta Teresa al costat de Mikhaïl Fokin, el 1899. Hi ha diversos rols en què s'expressa la seva brillant tècnica, el seu virtuosisme sobretot en salts i piruetes on semblava que enganxar a l'aire, però la seva qualitat artística continuava sent objecte de crítica.

## Èxits
El novembre de 1904 Sedova va debutar al teatre Bolxoi de Moscou al ballet "Le petit cheval bossu", en el paper de la filla del tsar, i al desembre va interpretar Odile-Odette al Llac dels cignes. En ambdós casos, la coreografia és d'Aleksandr Alekséievitx Gorski. La crítica moscovita li és molt favorable i el 1905, quan va tornar a Sant Petersburg, la seva fama va millorar.
El 1908 va iniciar una gira a Rússia: Khàrkiv, Iaroslavl, Bakú, Tbilisi, Rostov del Don, Odessa . El 1909 fou a Berlín i el 1910 a París, on ballà amb Nikolai Legat i Fiódor Lopukhov. El 1911 el repertori del Teatre Mariinsky té un dels seus pilars en ella, però renuncia i surt a una gira pels Estats Units, juntament amb una troupe en què té com a soci Mikhail Mordkin. L'agenda de la gira és ajustada, amb espectacles a 52 ciutats i un repertori que inclou El llac dels cignes, Coppélia i Giselle. El públic nord-americà acull amb sorpresa i entusiasme la troupe russa, però en tornar a Sant Petersburg, el Teatre Mariïnski no li ofereix les condicions acceptables i, per tant, Julija Sedova es replanteja per fer una gira a Europa de la qual torna el 1914. El 1916, als 36 anys, es retira dels escenaris.

## Exili a França
El 1918 va escapar de la revolució i es va establir a França, a la Riviera francesa, on va treballar com a coreògrafa dels Ballets Russos. Participa en diversos projectes a París, Itàlia i Amèrica del Sud. A Canes i Niça va obrir una escola de ballet on va ensenyar fins a la seva mort. Tindrà com a estudiants, entre d'altres, a George Skibin, Sergej Trailin, Marika Bezobrazova o Elisabetta Terabust. Va morir el 1969 als 89 anys.